# Wolha Dabryjan
Wolha Aljaksandrauna Dabryjan (belarussisch Вольга Аляксандраўна Дабрыян, russisch Ольга Александровна Добриян Olga Alexandrowna Dobrijan, englische Transkription: Olga Dobriyan; * 26. Februar 1991 in Minsk als Wolha Aljaksandrauna Bulhakawa, belarussisch Вольга Аляксандраўна Булгакава, russisch Ольга Александровна Булгакова Olga Alexandrowna Bulgakowa) ist eine belarussische Billardspielerin, die in der Billardvariante Russisches Billard antritt.
Die zweimalige belarussische Meisterin wurde 2008 und 2012 WM-Dritte und 2012 Vizeeuropameisterin in der Disziplin Freie Pyramide.

## Leben
Dabryjan wurde 1991 in Minsk geboren. Nach dem Schulabschluss studierte sie ab 2008 Sportpsychologie an der Belarussischen Staatsuniversität für Körperkultur und schloss das Studium 2012 ab.
Sie ist verheiratet und Mutter einer Tochter (* 2014).

## Karriere
Als 15-Jährige nahm Dabryjan 2006 erstmals an der Dameneuropameisterschaft teil und schied in der Vorrunde aus. Bei der Jugend-EM erreichte sie das Viertelfinale. Im November 2006 gewann sie im Europacup ihre erste Medaille, als sie beim Turnier in Ufa ins Halbfinale gelangte, in dem sie ihrer Landsfrau Wijaleta Klimawa mit 1:4 unterlag. Kurz danach kam sie beim Finalturnier ins Viertelfinale.
Nachdem sie bei der Jugend-EM 2007 im Viertelfinale ausgeschieden war, gewann sie bei der Damen-EM in der Vorrunde gegen Titelverteidigerin Anastassija Luppowa und zog schließlich ins Halbfinale ein, in dem sie sich jedoch der Russin Luppowa mit 2:4 geschlagen geben musste. Wenig später erreichte sie auch beim ukrainischen Unabhängigkeitspokal das Halbfinale und verlor gegen Olga Milowanowa. Im November gelangte sie bei ihrer ersten Teilnahme an der Weltmeisterschaft ins Viertelfinale, in dem sie der späteren Finalistin Schanna Schmattschenko unterlag. Beim Europacup-Finalturnier kam sie erneut unter die besten acht.
2008 erreichte Dabryjan beim Kaliningrad International das Halbfinale, in dem sie der Weltmeisterin Alena Bunas unterlag. Nachdem sie bei der Jugend-EM zum dritten Mal in Folge im Viertelfinale gescheitert war, gewann sie im November in Sankt Petersburg ihre erste WM-Medaille bei den Erwachsenen, als sie unter anderem Anastassija Luppowa besiegte und ins Halbfinale einzog, in dem sie sich der späteren Weltmeisterin Natalja Sedych mit 1:4 geschlagen geben musste.
Die folgenden drei Jahre verliefen für Dabryjan wenig erfolgreich. Sie schied 2009 bei der Europameisterschaft in der Vorrunde aus und kam im Europacup bei keinem der fünf Turniere über das Achtelfinale hinaus. 2010 schied sie sowohl bei beiden Europacupteilnahmen als auch beim Kremlin Cup in der Vorrunde aus und auch 2011 kam sie bei keinem großen Turnier über die erste Runde hinaus.
Zu Beginn des Jahres 2012 erzielte sie wieder bessere Ergebnisse. Im belarussischen Pokal erreichte sie ein Halbfinale und im Mai wurde sie durch einen 4:3-Finalsieg gegen Kazjaryna Perepetschajewa erstmals belarussische Meisterin in der Freien Pyramide. Zwei Wochen später zog sie bei der EM 2012 unter anderem durch einen Sieg gegen Anastassija Kowaltschuk ins Endspiel ein, in dem sie sich der mehrmaligen Weltmeisterin Diana Mironowa mit 0:5 geschlagen geben musste. Im Verlauf des Sommers erreichte sie das Halbfinale der Minsk Open und gewann im Endspiel Kazjaryna Perepetschajewa (3:2) erstmals ein Turnier des nationalen Pokals. Im Oktober 2012 zog sie bei der Freie-Pyramide-WM in Minsk zum zweiten Mal ins Halbfinale ein, in dem sie erneut gegen Diana Mironowa verlor. Kurz darauf schied sie beim Kremlin Cup bereits in der Vorrunde aus.
2013 schied Dabryjan bei den nationalen Meisterschaften im Viertelfinale aus. Auf internationaler Ebene schied sie beim Moskauer Bürgermeisterpokal in der Vorrunde aus und bei der Freie-Pyramide-WM nach einer Auftaktniederlage gegen Darja Michailowa im Sechzehntelfinale. Bei den Minsk Open 2013 gelangte sie ins Halbfinale, in dem sie der Ukrainerin Walerija Wassyljewa unterlag.
Nach einem Jahr Pause nahm Dabryjan 2015 auf nationaler Ebene wieder an Turnieren teil und erreichte unter anderem das Finale der Freie-Pyramide-Meisterschaft, das sie gegen Kazjaryna Perepetschajewa mit 1:4 verlor. Nachdem sie 2016 nicht über das Viertelfinale hinaus gekommen war, zog sie Anfang 2017 bei der belarussischen Meisterschaft in der Kombinierten Pyramide ins Finale ein und verlor erneut gegen Kazjaryna Perepetschajewa (2:4). Wenig später nahm sie erstmals an der Weltmeisterschaft in dieser Disziplin teil, bei der sie jedoch mit einer Auftaktniederlage gegen die spätere Weltmeisterin Diana Mironowa ausschied. Nachdem sie unter anderem das Viertelfinale des Moskauer Bürgermeisterpokals und die Runde der letzten 32 beim Kremlin Cup erreicht hatte, spielte sie bei der nationalen Freie-Pyramide-Meisterschaft ein weiteres Finale gegen Kazjaryna Perepetschajewa und verlor diesmal mit 1:4.
In das Jahr 2018 startete Dabryjan wenig erfolgreich. So belegte sie bei zwei nationalen Meisterschaften nur hintere Plätze und schied beim Bürgermeisterpokal in Moskau sieglos in der Vorrunde aus. Am Jahresende hingegen wurde sie zum ersten Mal belarussische Meisterin in der Kombinierten Pyramide, nachdem sie bei dem im Gruppenmodus ausgetragenen Turnier unter anderem gegen Titelverteidigerin Kazjaryna Perepetschajewa mit 4:3 gewonnen hatte. Bei den nationalen Meisterschaften 2019 schied sie in der Kombinierten Pyramide in der Vorrunde aus und gelangte in der Freien Pyramide ins Finale, in dem sie sich der Rekordmeisterin Kazjaryna Perepetschajewa knapp mit 3:4 geschlagen geben musste.
Anfang 2020 gelangte sie erstmals in der Dynamischen Pyramide ins Finale der belarussischen Meisterschaft und verlor mit 3:4 gegen Anastassija Filipawa.

## Erfolge
| Ergebnis   | Jahr   | Turnier                                  | Finalgegnerin             | Endstand |
| ---------- | ------ | ---------------------------------------- | ------------------------- | -------- |
| Siegerin   | 2012   | Belarussische Meisterschaft (Fr. Pyr.)   | Kazjaryna Perepetschajewa | 4:3      |
| Finalistin | 2012   | Europameisterschaft (Fr. Pyr.)           | Diana Mironowa            | 0:5      |
| Siegerin   | 2012/4 | Belarussischer Pokal                     | Kazjaryna Perepetschajewa | 3:2      |
| Finalistin | 2015/2 | Belarussische Meisterschaft (Fr. Pyr.)   | Kazjaryna Perepetschajewa | 1:4      |
| Finalistin | 2017   | Belarussische Meisterschaft (Komb. Pyr.) | Kazjaryna Perepetschajewa | 2:4      |
| Finalistin | 2017   | Belarussische Meisterschaft (Fr. Pyr.)   | Kazjaryna Perepetschajewa | 1:4      |
| Siegerin   | 2018   | Belarussische Meisterschaft (Komb. Pyr.) | Kazjaryna Perepetschajewa | (4:3) 1  |
| Finalistin | 2019/2 | Belarussische Meisterschaft (Fr. Pyr.)   | Kazjaryna Perepetschajewa | 3:4      |
| Finalistin | 2020   | Belarussische Meisterschaft (Dyn. Pyr.)  | Anastassija Filipawa      | 3:4      |

## Teilnahmen an Weltmeisterschaften
| [ 1 ]                | 2007              | 2008              | 2009              | 2010              | 2011              | 2012              | 2013              | 2014              | 2015              | 2016  | 2017  | 2018  | 2019  |
| -------------------- | ----------------- | ----------------- | ----------------- | ----------------- | ----------------- | ----------------- | ----------------- | ----------------- | ----------------- | ----- | ----- | ----- | ----- |
| Freie Pyramide       | V                 | H                 | –                 | –                 | –                 | H                 | L32               | –                 | –                 | –     | n. a. | –     | –     |
| Dynamische Pyramide  | nicht ausgetragen | nicht ausgetragen | nicht ausgetragen | nicht ausgetragen | nicht ausgetragen | –                 | n. a.             | n. a.             | –                 | n. a. | n. a. | –     | n. a. |
| Kombinierte Pyramide | nicht ausgetragen | nicht ausgetragen | nicht ausgetragen | nicht ausgetragen | nicht ausgetragen | nicht ausgetragen | nicht ausgetragen | nicht ausgetragen | nicht ausgetragen | –     | A     | n. a. | –     |

| Legende | Legende                               |
| ------- | ------------------------------------- |
| S       | Siegerin                              |
| F       | Finalistin                            |
| H       | Halbfinalistin                        |
| V       | Viertelfinalistin                     |
| A       | Achtelfinalistin                      |
| LX      | Niederlage in der Runde der letzten X |
| R2      | Niederlage in Runde 2                 |
| R       | Vorrundenaus/Niederlage in Runde 1    |
| –       | nicht teilgenommen                    |
| n. a.   | nicht ausgetragen                     |